# Zollikon

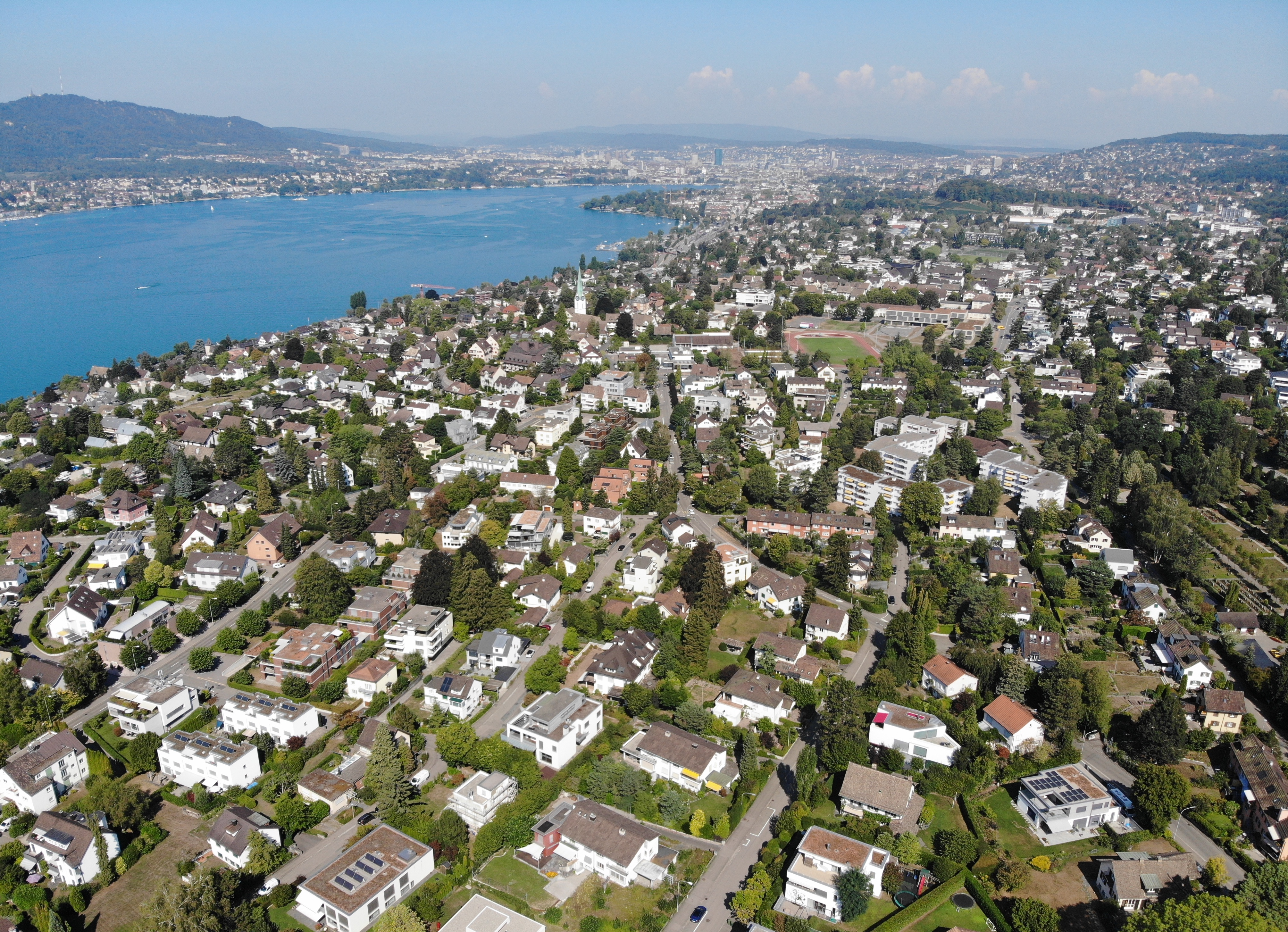

Zollikon es una ciudad y comuna suiza del cantón de Zúrich, situada en el distrito de Meilen. Limita al norte con la ciudad de Zúrich, al este con Maur, al sur con Zumikon y Küsnacht, y al oeste con Kilchberg.